# 斯庫爾克里克鎮區 (內布拉斯加州克萊縣)
斯庫爾克里克鎮區（英語：School Creek Township）是位於美國內布拉斯加州克萊縣的一個行政鎮區。

## 地方資料
斯庫爾克里克鎮區的面積為92.25平方千米，皆為陸地。根據2020年美國人口普查的數據，當地共有人口147人，而人口密度為每平方千米1.59人。